# Настільний теніс на літніх Паралімпійських іграх 2020
Настільний теніс на літніх Паралімпійських іграх 2020 року в Токіо, Японія, проходить у Токійській столичній гімназії.  Кваліфіковано 280 спортсменів та спортсменок (174 чоловіки, 106 жінок) для участі у чоловічих та жіночих змаганнях. 
Літні Олімпійські та Паралімпійські ігри 2020 року були перенесені на 2021 рік через пандемію COVID-19. Вони зберігають назву 2020 року і проводяться з 24 серпня по 3 вересень 2021 р.  

## Класифікація
У настільному тенісі існує 11 класифікацій. Класи 1 - 5 призначені для спортсменів, які сидять на інвалідному візку під час змагань. Заняття 6 - 10 призначені для спортсменів, які стоять під час змагань. Менше число вказує на більший ступінь інвалідності. 11 клас — для спортсменів з вадами розумового розвитку.

## Медальний залік
*   Країна-господарка ( Японія)
| Місце               | Країна                             | Золото | Срібло | Бронза | Загалом |
| ------------------- | ---------------------------------- | ------ | ------ | ------ | ------- |
| 1                   | Китай                              | 13     | 4      | 6      | 23      |
| 2                   | Австралія                          | 2      | 2      | 0      | 4       |
| 3                   | Південна Корея                     | 1      | 5      | 6      | 12      |
| 4                   | Франція                            | 1      | 2      | 7      | 10      |
| 5                   | Російський паралімпійський комітет | 1      | 2      | 4      | 7       |
| 6                   | Україна                            | 1      | 2      | 3      | 6       |
| 7                   | Німеччина                          | 1      | 2      | 2      | 5       |
| 8                   | Польща                             | 1      | 1      | 4      | 6       |
| 9                   | Нідерланди                         | 1      | 1      | 0      | 2       |
| 10                  | Туреччина                          | 1      | 0      | 3      | 4       |
| 11                  | Бельгія                            | 1      | 0      | 1      | 2       |
| 11                  | США                                | 1      | 0      | 1      | 2       |
| 11                  | Угорщина                           | 1      | 0      | 1      | 2       |
| 14                  | Велика Британія                    | 0      | 1      | 5      | 6       |
| 15                  | Бразилія                           | 0      | 1      | 2      | 3       |
| 15                  | Словаччина                         | 0      | 1      | 2      | 3       |
| 17                  | Індія                              | 0      | 1      | 0      | 1       |
| 17                  | Данія                              | 0      | 1      | 0      | 1       |
| 19                  | Таїланд                            | 0      | 0      | 2      | 2       |
| 20                  | Індонезія                          | 0      | 0      | 1      | 1       |
| 20                  | Іспанія                            | 0      | 0      | 1      | 1       |
| 20                  | Італія                             | 0      | 0      | 1      | 1       |
| 20                  | Гонконг                            | 0      | 0      | 1      | 1       |
| 20                  | Йорданія                           | 0      | 0      | 1      | 1       |
| 20                  | Китайський Тайбей                  | 0      | 0      | 1      | 1       |
| 20                  | Норвегія                           | 0      | 0      | 1      | 1       |
| 20                  | Нігерія                            | 0      | 0      | 1      | 1       |
| 20                  | Сербія                             | 0      | 0      | 1      | 1       |
| 20                  | Хорватія                           | 0      | 0      | 1      | 1       |
| 20                  | Чехія                              | 0      | 0      | 1      | 1       |
| 20                  | Чорногорія                         | 0      | 0      | 1      | 1       |
| 20                  | Японія*                            | 0      | 0      | 1      | 1       |
| Загалом (32 збірні) | Загалом (32 збірні)                | 26     | 26     | 62     | 114     |